# Lucas van Leyden
Lucas van Leyden (Leiden, Holanda Meridional, 1494-1533), cuyo nombre verdadero era Lucas Hugensz, Lucas Huygenz o Jacobsz, fue un pintor y grabador neerlandés. Destacó entre los primeros miembros de la pintura de género neerlandesa y está considerado uno de los más brillantes grabadores de la historia del arte.

## Vida y obra
Estudió con su padre, que era pintor, y con el también pintor neerlandés Cornelis Engebrechtsz, mostrando
una precoz aptitud para el arte del grabado. Entre sus primeras planchas, se cuenta una María Magdalena en el desierto que pudo grabar con apenas 13 años.
Realizó más de 200 grabados a buril, aguafuertes y diseños para xilografías, la mayoría de temática religiosa o alegórica, en las que destacó como un dibujante consumado.
Su obra está marcada por un sentido monumental en la composición de las figuras, la utilización de la perspectiva aérea, minuciosidad en los ropajes y naturalismo en la caracterización de los personajes. Sus primeras series de planchas sobre la Pasión de Jesucristo, realizadas en 1509, ya muestran la maestría del artista. En 1510, con apenas 16 años, firmó dos planchas, Cristo presentado al pueblo (Ecce Homo) y La lechera, que serían admiradas por Rembrandt. En su producción juvenil fue evidente la influencia de Durero, que luego se fue atenuando (h. 1518-20), hasta que un encuentro directo con él la reavivó.
En 1520-21 Durero viajó a Aquisgrán, para renovar ciertos privilegios con el nuevo emperador Carlos I, y luego recorrió varias urbes de Países Bajos. Entonces se conocieron Van Leyden y Durero; se hicieron amigos y Van Leyden adoptó algunos trucos técnicos que le comentó el genio alemán. Durero expresó igualmente admiración por Van Leyden, y prueba de ello es que le compró un conjunto completo de todos sus grabados, según anotó en su libro de cuentas. Testimonio de este encuentro es el Retrato de Lucas van Leyden, dibujo de Durero conservado en el Palais des Beaux-Arts de Lille.
A partir de entonces, fue creciente en Van Leyden la influencia del Renacimiento italiano, por el mayor interés en temas mitológicos y de desnudo. Una sana competencia le llevó a exacerbar su perfeccionismo, elevando aún más la calidad de sus pequeñas planchas. Luego absorbió influencias de Jan Gossaert y del incipiente manierismo francés.
Los grabados de Van Leyden, atesorados desde fecha temprana como joyas de colección, se localizan en múltiples bibliotecas y museos de todo el mundo. El Museo Plantin-Moretus de Amberes conserva 15 matrices de cobre originales del artista. Hay que destacar, en España, la colección de la Biblioteca Nacional en Madrid, si bien el coleccionismo de grabados tuvo limitada difusión en este país.
En comparación, sus cuadros son más simples y menos logrados, y muy pocos son de autoría segura. De la producción pictórica de Lucas destaca La partida de ajedrez (1508, Gemäldegalerie de Berlín), El Juicio Final (1526-1527, Museo Municipal De Lakenhal, Leiden, Países Bajos) y Cristo presentado al pueblo (1530, Metropolitan Museum, Nueva York). En España apenas se registra un ejemplo fiable, Partida de cartas (Madrid, Museo Thyssen-Bornemisza), donde los tres jugadores se han identificado como altos dignatarios europeos, en una alegoría de la compleja situación política que se vivía entonces.

## Galería

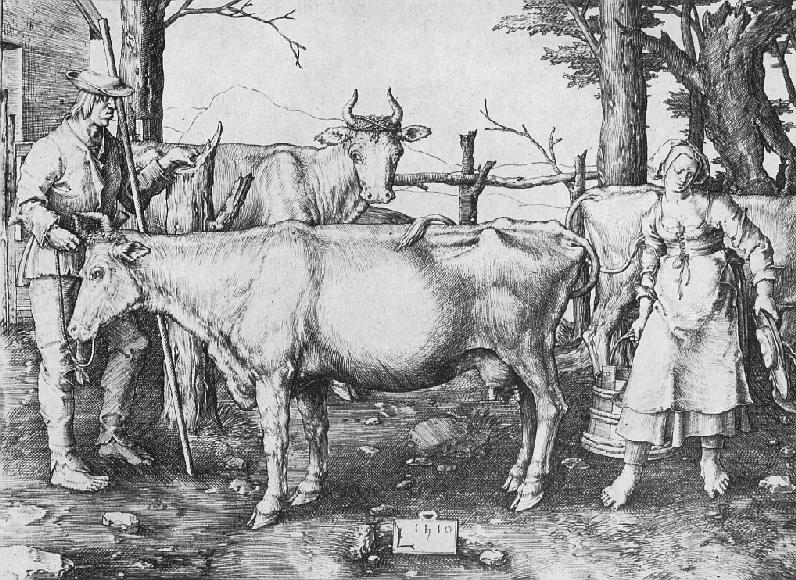
La lechera, famoso grabado de Van Leyden que admiró Rembrandt.
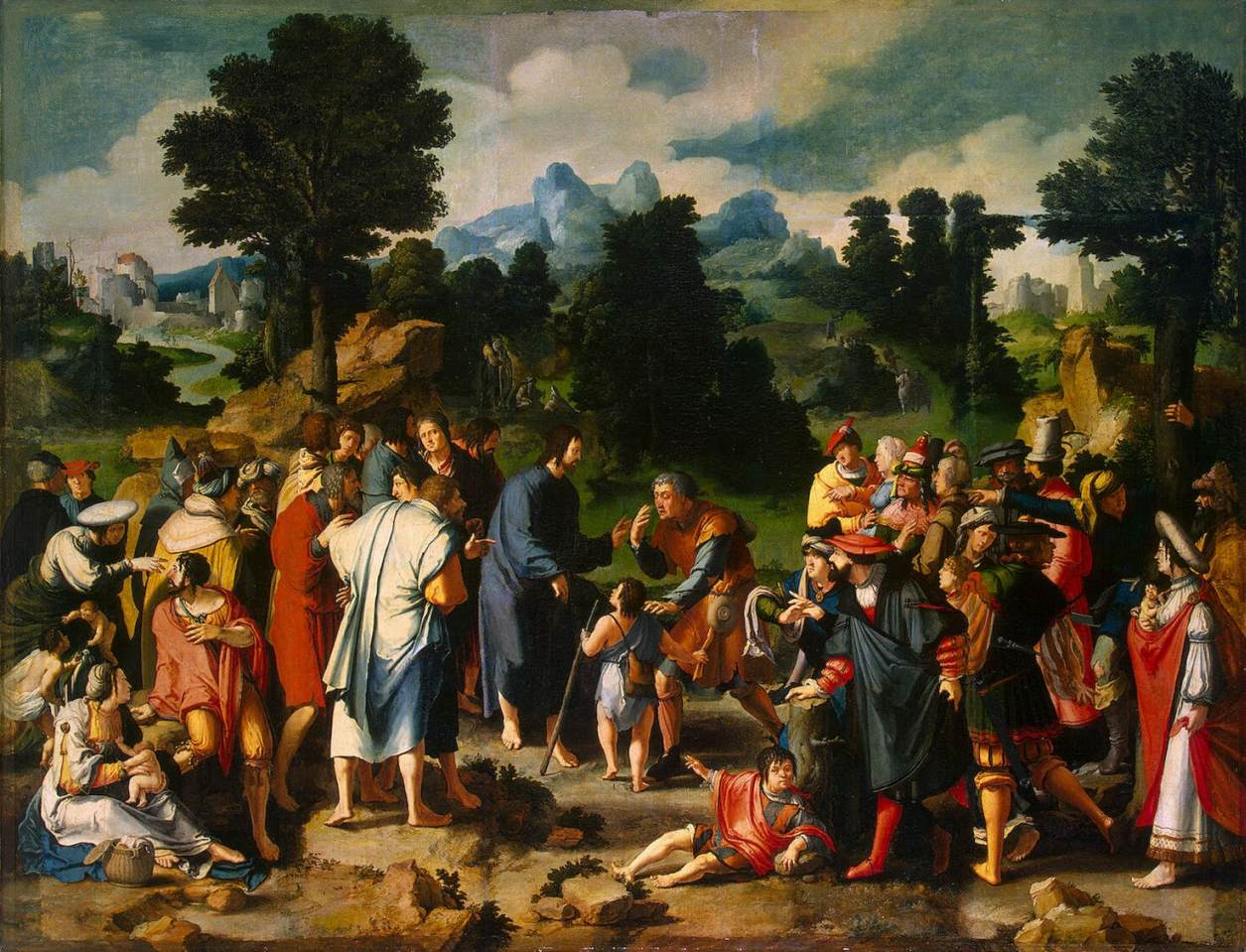
Curación del ciego de Jericó, 1531.
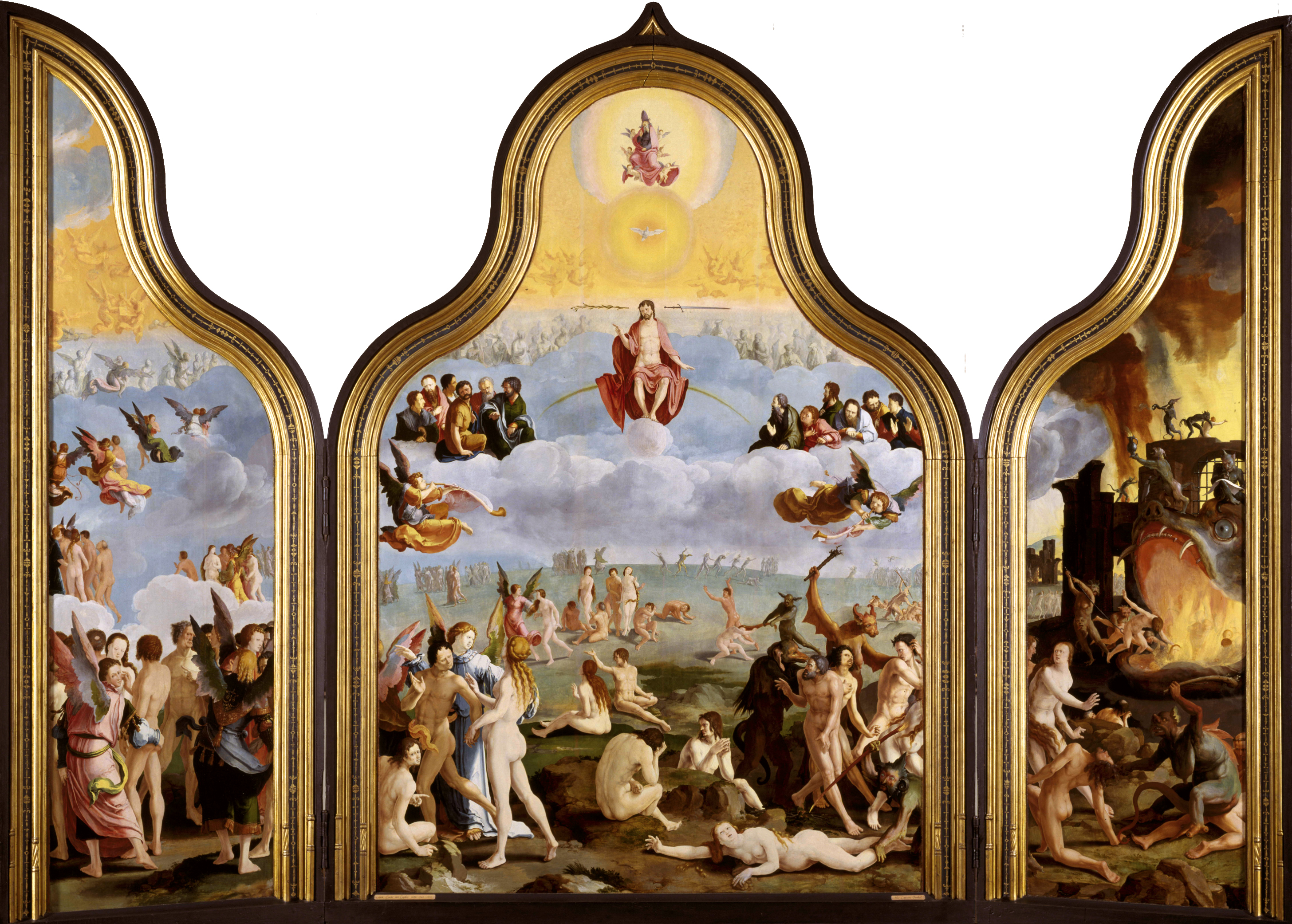
El Juicio Final, 1526 o 1527.
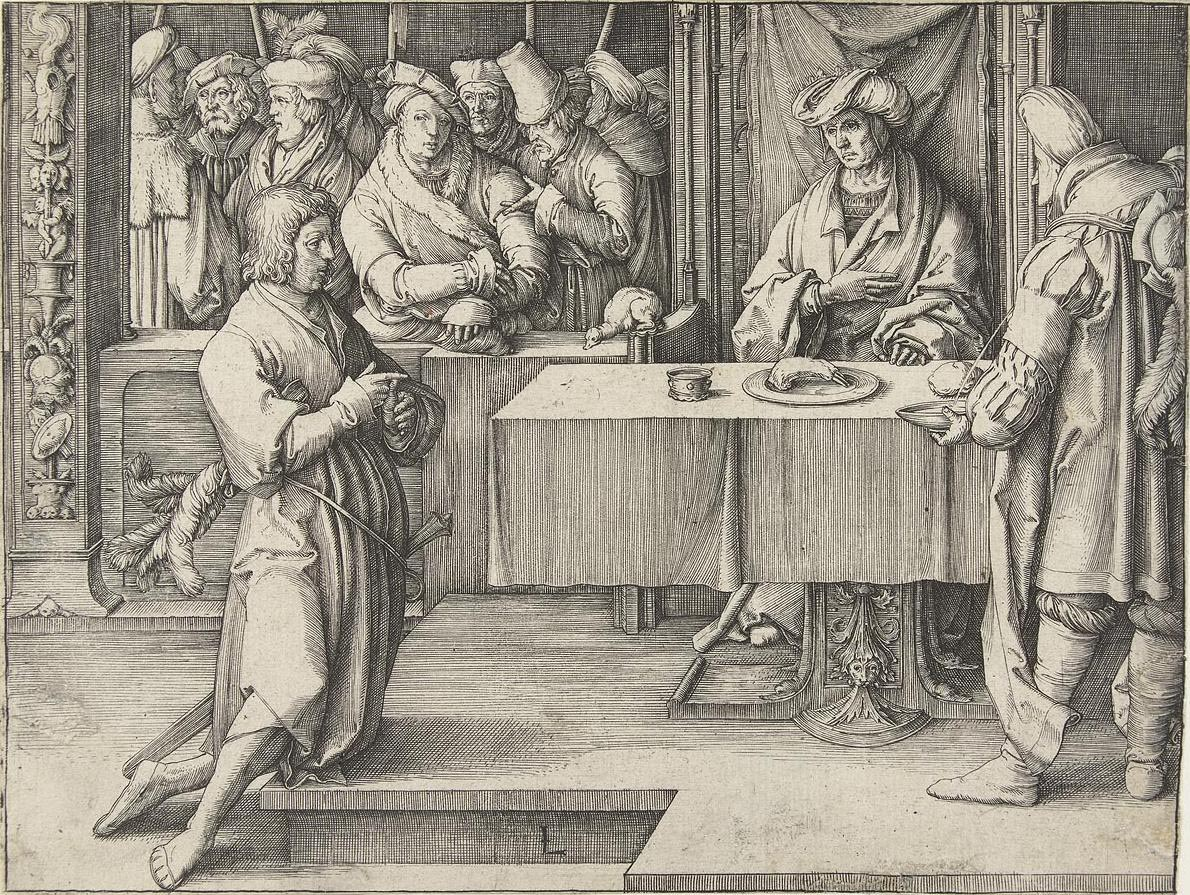
José explica el sueño del faraón, grabado, 1512.